# Яна Неєдли
Яна Неєдли (англ. Jana Nejedly; нар. 9 червня 1974) — колишня канадська тенісистка.
Найвищу одиночну позицію світового рейтингу — 64 місце досягла 2 жовтня, 2000, парну — 227 місце — 12 серпня, 1996 року.
Здобула 8 одиночних титулів туру ITF.
Найвищим досягненням на турнірах Великого шолома було 3 коло в одиночному розряді.
Завершила кар'єру 2003 року.

## Фінали ITF
| турніри $50,000 |
| турніри $25,000 |
| турніри $10,000 |

### Одиночний розряд: 12 (8–4)
| Результат | Ранг | Дата            | Турнір                       | Покриття | Суперниця         | Рахунок       |
| --------- | ---- | --------------- | ---------------------------- | -------- | ----------------- | ------------- |
| Поразка   | 1.   | 22 червня 1992  | ITF Грінсборо, США           | Ґрунт    | Сьюзен Соммервілл | 1–6, 1–6      |
| Перемога  | 2.   | 31 серпня 1992  | ITF Толука, Мексика          | Тверде   | Нора Байчикова    | 6–4, 6–4      |
| Поразка   | 3.   | 26 квітня 1993  | ITF Акапулько, Мексика       | Ґрунт    | Джолен Ватанабе   | 4–6, 2–6      |
| Поразка   | 4.   | 26 червня 1994  | ITF Гілтон-Гед-Айленд, США   | Ґрунт    | Карін Міллер      | 4–6, 6–3, 0–6 |
| Перемога  | 5.   | 6 жовтня 1996   | ITF Пуерто-Вальярта, Мексика | Тверде   | Марія Венто-Кабчі | 7–6, 6–4      |
| Перемога  | 6.   | 23 червня 1997  | ITF Грінвуд, США             | Тверде   | Голлі Паркінсон   | 7–5, 6–3      |
| Перемога  | 7.   | 21 вересня 1998 | ITF Сіетл, США               | Тверде   | Лілія Остерло     | 6–1, 6–3      |
| Перемога  | 8.   | 11 липня 1999   | ITF Едмонтон, Канада         | Тверде   | Рената Колбовіч   | 2–6, 6–3, 6–3 |
| Поразка   | 9.   | 19 вересня 1999 | ITF Гоупвелл, США            | Тверде   | Лі Фан            | 0–6, 4–6      |
| Перемога  | 10.  | 12 січня 2003   | ITF Таллахассі, США          | Тверде   | Мелані Маруа      | 6–4, 6–0      |
| Перемога  | 11.  | 18 березня 2003 | ITF Реддінг, США             | Тверде   | Чжен Цзє          | 7–5, 7–6      |
| Перемога  | 12.  | 25 березня 2003 | ITF Атланта, США             | Тверде   | Дженніфер Гопкінс | 6–2, 7–5      |